# Перфорины
Перфорины — цитотоксические белки, содержащиеся в гранулах Т-лимфоцитов и NK-лимфоцитов (естественных киллеров).
Перфорин 1 — белок, который в человеческом организме закодирован геном PRF1.

## Функция
Молекулы перфорина, выделяемые лимфоцитами, проникают в цитоплазматическую мембрану клетки-мишени, соединяясь друг с другом и образуя пору диаметром приблизительно от 5 до 20 нм, через которые затем проходят гранзим и гранулизин, содержащиеся в Т-киллерах. Литическая область молекулы перфорина, которая проникает в мембрану, называется мембраноатакующим комплексом перфорина (MACPF). Эта область имеет существенную гомологию с холестеринзависимыми цитолизинами грамположительных бактерий. Когда гранзим и гранулизин проникают в клетку, они включают механизм самоликвидации — апоптоз.
Перфорин имеет структурные и функциональные сходства с компонентом комплемента C9. Также как и С9, этот белок создаёт трансмембранные канальцы и способен неизбирательно разрушать различные типы клеток-мишеней. Перфорин — один из главных цитотоксических белков в составе цитолитических гранул и один из эффекторов клеточного лизиса, осуществляемого при участии Т-лимфоцитов и естественных киллеров.

## Клиническое значение
Нарушения в гене PRF1 вызывают редкое наследственное заболевание — первичный гемофагоцитарный лимфогистиоцитоз (FHL2), редкую рецессивную аутосомную патологию у детей раннего возраста.

## Взаимодействия
Выявлена способность перфорина взаимодействовать с калретикулином.